# Collegio di Newbury
Newbury è un collegio elettorale inglese situato nel Berkshire rappresentato alla Camera dei comuni del parlamento del Regno Unito. Elegge un membro del parlamento con il sistema maggioritario a turno unico; l'attuale parlamentare è Lee Dillon dei Liberal Democratici, che rappresenta il collegio dal 2024.

## Estensione

Newbury dal 2010 al 2024

- 1885-1918: i Municipal Borough di Newbury e Reading, le divisioni sessionali di Ilsley, Lambourn, Newbury (incluso Hungerford) e Reading (eccetto le parrocchie civili di East Swallowfield e West Swallowfield), e parte della divisione sessionale di Wokingham.
- 1918-1950: i Municipal Borough di Newbury e Wokingham, i distretti rurali di Hungerford e Newbury, e parte dei distretti rurali di Bradfield e Wokingham.
- 1950-1955: il Municipal Borough di Newbury e i distretti rurali di Bradfield, Hungerford e Newbury.
- 1955-1974: il Municipal Borough di Newbury, i distretti rurali di Bradfield, Hungerford e Newbury, e i ward del County Borough di Reading di Norcot e Tilehurst.
- 1974-1983: come nel 1950.
- 1983-1997: i ward del distretto di Newbury di Aldermaston, Basildon, Beenham, Bradfield, Bucklebury, Burghfield, Chieveley, Cold Ash, Compton, Craven, Downlands, Falkland, Greenham, Hungerford, Kintbury, Lambourn Valley, Mortimer, Northcroft, St John's, Shaw-cum-Donnington, Speen, Thatcham North, Thatcham South, Thatcham West, Turnpike e Winchcombe.
- 1997-2010: i ward del distretto di Newbury di Aldermaston, Basildon, Beenham, Bradfield, Bucklebury, Chieveley, Cold Ash, Compton, Craven, Downlands, Falkland, Greenham, Hungerford, Kintbury, Lambourn Valley, Northcroft, St John's, Shaw-cum-Donnington, Speen, Thatcham North, Thatcham South, Thatcham West, Turnpike e Winchcombe.
- 2010-2024: i ward del distretto di West Berkshire di Aldermaston, Basildon, Bucklebury, Chieveley, Clay Hill, Cold Ash, Compton, Downlands, Falkland, Greenham, Hungerford, Kintbury, Lambourn Valley, Northcroft, St John's, Speen, Thatcham Central, Thatcham North, Thatcham South and Crookham, Thatcham West e Victoria.
- dal 2024: i ward del distretto di West Berkshire di Chieveley and Cold Ash, Downlands (distretti elettorali BG, CA, CB, EA, FA, FB, GA1, GA2, LB e PC), Hungerford and  Kintbury, Lambourn, Newbury Central, Newbury Clay Hill, Newbury Greenham, Newbury Speen, Newbury Wash Common, Thatcham Central, Thatcham Colthrop and Crookham, Thatcham North East e Thatcham West.

## Membri del parlamento dal 1885
| Elezione | Elezione              | Deputato                       | Partito             |
| -------- | --------------------- | ------------------------------ | ------------------- |
|          | 1885                  | William George Mount           | Conservatore        |
| 1900     | William Arthur Mount  |                                | Conservatore        |
|          | 1906                  | Frederick Coleridge Mackarness | Liberale            |
|          | 1910                  | William Arthur Mount           | Conservatore        |
| 1922     | Howard Clifton Brown  |                                | Conservatore        |
|          | 1923                  | Innes Harold Stranger          | Liberale            |
|          | 1924                  | Howard Clifton Brown           | Conservatore        |
| 1945     | Anthony Hurd          |                                | Conservatore        |
| 1964     | John Astor            |                                | Conservatore        |
| 1974     | Michael McNair-Wilson |                                | Conservatore        |
| 1992     | Judith Chaplin        |                                | Conservatore        |
|          | 1993 (S)              | David Rendel                   | Liberal Democratici |
|          | 2005                  | Richard Benyon                 | Conservatore        |
|          | 2019                  | Richard Benyon                 | Indipendente        |
|          | 2019                  | Laura Farris                   | Conservatore        |
|          | 2024                  | Lee Dillon                     | Liberal Democratici |

## Elezioni

### Elezioni negli anni 2020
| Partito                    | Partito                                         | Candidato                  | Risultati 4 luglio 2024 | Risultati 4 luglio 2024 |
| Partito                    | Partito                                         | Candidato                  | Voti                    | %                       |
| -------------------------- | ----------------------------------------------- | -------------------------- | ----------------------- | ----------------------- |
|                            | Lib Dem                                         | Lee Dillon                 | 19 645                  | 40,15                   |
|                            | Conservatore                                    | Laura Farris               | 17 268                  | 35,29                   |
|                            | Reform UK                                       | Doug Terry                 | 5 357                   | 10,95                   |
|                            | Laburista                                       | Liz Bell                   | 3 662                   | 7,48                    |
|                            | Verde                                           | Steve Masters              | 2 714                   | 5,55                    |
|                            | Freedom Alliance                                | Earl Jesse                 | 153                     | 0,31                    |
|                            | UKIP                                            | Gary Johnson               | 131                     | 0,27                    |
|                            |                                                 |                            |                         |                         |
| Iscritti                   | Iscritti                                        | Iscritti                   | 71 986                  | 100,00                  |
| ↳ Votanti (% su iscritti)  | ↳ Votanti (% su iscritti)                       | ↳ Votanti (% su iscritti)  | 48 930                  | 67,97                   |
| ↳ Astenuti (% su iscritti) | ↳ Astenuti (% su iscritti)                      | ↳ Astenuti (% su iscritti) | 23 056                  | 32,03                   |
|                            |                                                 |                            |                         |                         |
|                            | Esito: collegio passa da Conservatore a Lib Dem |                            |                         |                         |

### Elezioni negli anni 2010
| Partito                    | Partito                                   | Candidato                  | Risultati 12 dicembre 2019 | Risultati 12 dicembre 2019 |
| Partito                    | Partito                                   | Candidato                  | Voti                       | %                          |
| -------------------------- | ----------------------------------------- | -------------------------- | -------------------------- | -------------------------- |
|                            | Conservatore                              | Laura Farris               | 34 431                     | 57,39                      |
|                            | Lib Dem                                   | Lee Dillon                 | 18 384                     | 30,64                      |
|                            | Laburista                                 | James Wilder               | 4 404                      | 7,34                       |
|                            | Verdi                                     | Stephen Masters            | 2 454                      | 4,09                       |
|                            | Indipendente                              | Ben Holden-Crowther        | 325                        | 0,54                       |
|                            |                                           |                            |                            |                            |
| Iscritti                   | Iscritti                                  | Iscritti                   | 83 414                     | 100,00                     |
| ↳ Votanti (% su iscritti)  | ↳ Votanti (% su iscritti)                 | ↳ Votanti (% su iscritti)  | 59 998                     | 71,93                      |
| ↳ Astenuti (% su iscritti) | ↳ Astenuti (% su iscritti)                | ↳ Astenuti (% su iscritti) | 23 416                     | 28,07                      |
|                            |                                           |                            |                            |                            |
|                            | Esito: collegio confermato a Conservatore |                            |                            |                            |

| Partito                    | Partito                                   | Candidato                  | Risultati 8 giugno 2017 | Risultati 8 giugno 2017 |
| Partito                    | Partito                                   | Candidato                  | Voti                    | %                       |
| -------------------------- | ----------------------------------------- | -------------------------- | ----------------------- | ----------------------- |
|                            | Conservatore                              | Richard Benyon             | 37 399                  | 61,46                   |
|                            | Lib Dem                                   | Judith Bunting             | 13 019                  | 21,40                   |
|                            | Laburista                                 | Alex Skirvin               | 8 596                   | 14,13                   |
|                            | Verdi                                     | Paul Field                 | 1 531                   | 2,52                    |
|                            | Apolitical Democrats                      | Dave Yates                 | 304                     | 0,50                    |
|                            |                                           |                            |                         |                         |
| Iscritti                   | Iscritti                                  | Iscritti                   | 82 896                  | 100,00                  |
| ↳ Votanti (% su iscritti)  | ↳ Votanti (% su iscritti)                 | ↳ Votanti (% su iscritti)  | 60 849                  | 73,40                   |
| ↳ Astenuti (% su iscritti) | ↳ Astenuti (% su iscritti)                | ↳ Astenuti (% su iscritti) | 22 047                  | 26,60                   |
|                            |                                           |                            |                         |                         |
|                            | Esito: collegio confermato a Conservatore |                            |                         |                         |

| Partito                    | Partito                                   | Candidato                  | Risultati 7 maggio 2015 | Risultati 7 maggio 2015 |
| Partito                    | Partito                                   | Candidato                  | Voti                    | %                       |
| -------------------------- | ----------------------------------------- | -------------------------- | ----------------------- | ----------------------- |
|                            | Conservatore                              | Richard Benyon             | 34 973                  | 61,03                   |
|                            | Lib Dem                                   | Judith Bunting             | 8 605                   | 15,02                   |
|                            | UKIP                                      | Catherine Anderson         | 6 195                   | 10,81                   |
|                            | Laburista                                 | Jonny Roberts              | 4 837                   | 8,44                    |
|                            | Verdi                                     | Paul Field                 | 2 324                   | 4,06                    |
|                            | Apolitical Democrats                      | Peter Norman               | 228                     | 0,40                    |
|                            | Indipendente                              | Barrie Singleton           | 85                      | 0,15                    |
|                            | Patriotic Socialist                       | Andrew Stott               | 53                      | 0,09                    |
|                            |                                           |                            |                         |                         |
| Iscritti                   | Iscritti                                  | Iscritti                   | 79 472                  | 100,00                  |
| ↳ Votanti (% su iscritti)  | ↳ Votanti (% su iscritti)                 | ↳ Votanti (% su iscritti)  | 57 300                  | 72,10                   |
| ↳ Astenuti (% su iscritti) | ↳ Astenuti (% su iscritti)                | ↳ Astenuti (% su iscritti) | 22 172                  | 27,90                   |
|                            |                                           |                            |                         |                         |
|                            | Esito: collegio confermato a Conservatore |                            |                         |                         |

| Partito                    | Partito                                   | Candidato                  | Risultati 6 maggio 2010 | Risultati 6 maggio 2010 |
| Partito                    | Partito                                   | Candidato                  | Voti                    | %                       |
| -------------------------- | ----------------------------------------- | -------------------------- | ----------------------- | ----------------------- |
|                            | Conservatore                              | Richard Benyon             | 33 057                  | 56,42                   |
|                            | Lib Dem                                   | David Rendel               | 20 809                  | 35,52                   |
|                            | Laburista                                 | Hannah Cooper              | 2 505                   | 4,28                    |
|                            | UKIP                                      | David Black                | 1 475                   | 2,52                    |
|                            | Verdi                                     | Adrian Hollister           | 490                     | 0,84                    |
|                            | Indipendente                              | Brian Burgess              | 158                     | 0,27                    |
|                            | Apolitical Democrats                      | David Yates                | 95                      | 0,16                    |
|                            |                                           |                            |                         |                         |
| Iscritti                   | Iscritti                                  | Iscritti                   | 83 460                  | 100,00                  |
| ↳ Votanti (% su iscritti)  | ↳ Votanti (% su iscritti)                 | ↳ Votanti (% su iscritti)  | 58 589                  | 70,20                   |
| ↳ Astenuti (% su iscritti) | ↳ Astenuti (% su iscritti)                | ↳ Astenuti (% su iscritti) | 24 871                  | 29,80                   |
|                            |                                           |                            |                         |                         |
|                            | Esito: collegio confermato a Conservatore |                            |                         |                         |

### Elezioni negli anni 2000
| Partito                    | Partito                                         | Candidato                  | Risultati 5 maggio 2005 | Risultati 5 maggio 2005 |
| Partito                    | Partito                                         | Candidato                  | Voti                    | %                       |
| -------------------------- | ----------------------------------------------- | -------------------------- | ----------------------- | ----------------------- |
|                            | Conservatore                                    | Richard Benyon             | 26 771                  | 48,97                   |
|                            | Lib Dem                                         | David Rendel               | 23 311                  | 42,64                   |
|                            | Laburista                                       | Oscar Van Nooijen          | 3 239                   | 5,92                    |
|                            | UKIP                                            | David McMahon              | 857                     | 1,57                    |
|                            | Indipendente                                    | Nick Cornish               | 409                     | 0,75                    |
|                            | Indipendente                                    | Barrie Singleton           | 86                      | 0,16                    |
|                            |                                                 |                            |                         |                         |
| Iscritti                   | Iscritti                                        | Iscritti                   | 75 934                  | 100,00                  |
| ↳ Votanti (% su iscritti)  | ↳ Votanti (% su iscritti)                       | ↳ Votanti (% su iscritti)  | 54 673                  | 72,00                   |
| ↳ Astenuti (% su iscritti) | ↳ Astenuti (% su iscritti)                      | ↳ Astenuti (% su iscritti) | 21 261                  | 28,00                   |
|                            |                                                 |                            |                         |                         |
|                            | Esito: collegio passa da Lib Dem a Conservatore |                            |                         |                         |

| Partito                    | Partito                              | Candidato                  | Risultati 7 giugno 2001 | Risultati 7 giugno 2001 |
| Partito                    | Partito                              | Candidato                  | Voti                    | %                       |
| -------------------------- | ------------------------------------ | -------------------------- | ----------------------- | ----------------------- |
|                            | Lib Dem                              | David Rendel               | 24 507                  | 48,24                   |
|                            | Conservatore                         | Richard Benyon             | 22 092                  | 43,48                   |
|                            | Laburista                            | Steve Billcliffe           | 3 523                   | 6,93                    |
|                            | UKIP                                 | Delphine Gray-Fisk         | 685                     | 1,35                    |
|                            |                                      |                            |                         |                         |
| Iscritti                   | Iscritti                             | Iscritti                   | 75 493                  | 100,00                  |
| ↳ Votanti (% su iscritti)  | ↳ Votanti (% su iscritti)            | ↳ Votanti (% su iscritti)  | 50 807                  | 67,30                   |
| ↳ Astenuti (% su iscritti) | ↳ Astenuti (% su iscritti)           | ↳ Astenuti (% su iscritti) | 24 686                  | 32,70                   |
|                            |                                      |                            |                         |                         |
|                            | Esito: collegio confermato a Lib Dem |                            |                         |                         |

## Risultati dei referendum

### Referendum sulla permanenza del Regno Unito nell'Unione europea del 2016
|             | Collegio    | Lasciare UE % | Rimanere in UE % |
| ----------- | ----------- | ------------- | ---------------- |
|             | Newbury     | 47,5%         | 52,5%            |
|             | Inghilterra | 53,3%         | 46,7%            |
| Regno Unito | 51,9%       | 48,1%         |                  |